# Bandon Dunes Golf Resort

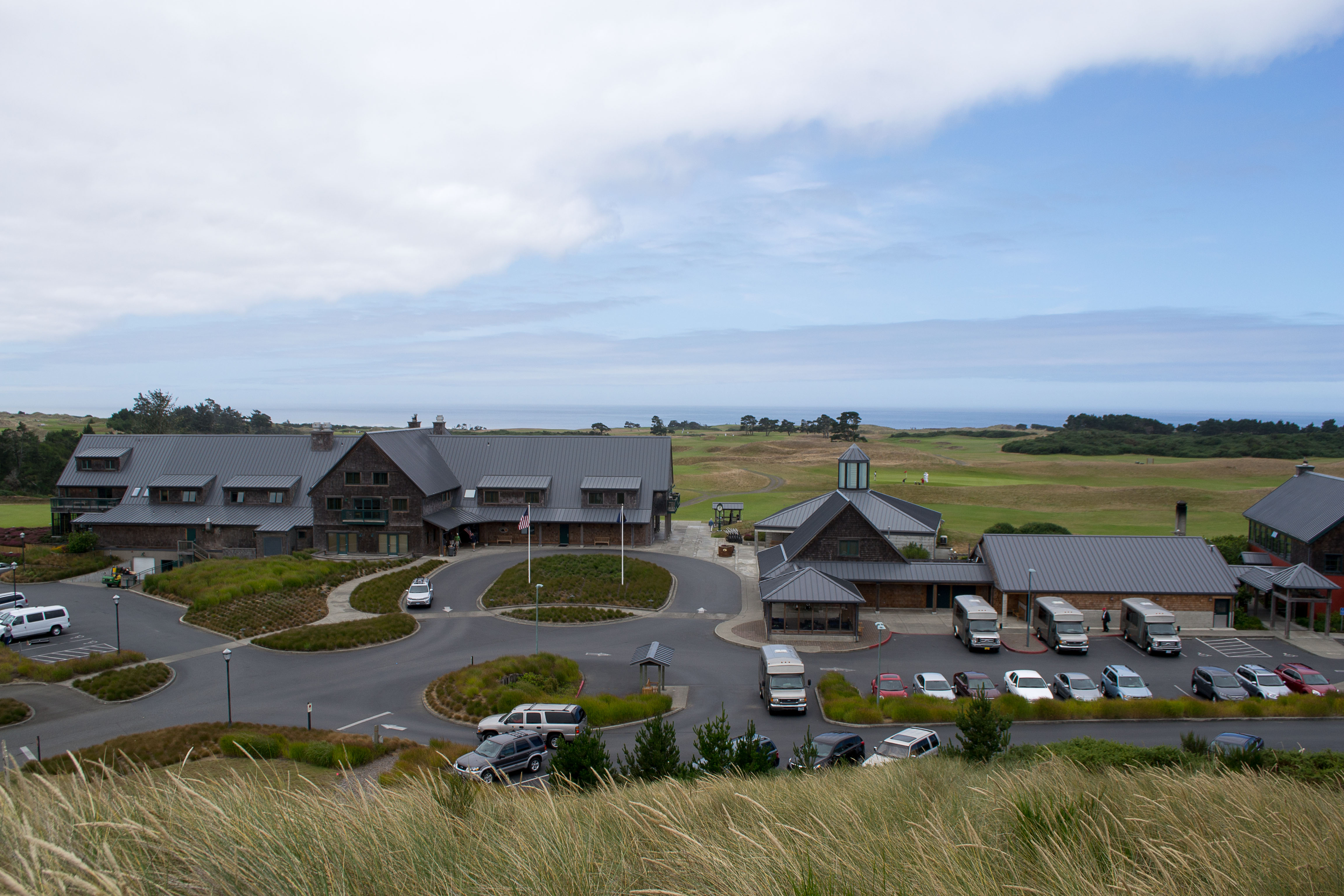
Deel van het resort (2013).

Bandon Dunes Golf Resort is een golfresort in Bandon (Oregon), langs de kust van de Stille Oceaan. Het resort heeft vier linksbanen en één par-3-baan. 

## Golfbanen
Het resort beschikt over de volgende banen:
Bandon Dunes
Dit is een van de eerste banen die werd ontworpen door de Schotse architect David McLay Kidd, en werd geopend op 19 mei 1999. De par van de baan is 72.
Pacific Dunes
De Amerikaan Tom Doak was hier voor het ontwerp aangetrokken. De baan werd op 1 juli 2001 geopend. De par van de baan is 71.
Bandon Trails
Van deze baan loopt geen enkele hole langs de oceaan. Alle holes lopen door duinen, weilanden of bossen. Hij werd ontworpen door Bill Coore en Ben Crenshaw en werd op 1 juni 2005 geopend.
Old Macdonald
Deze baan werd vernoemd naar Charles Blair Macdonald, die de eerste 18 holesbaan in de Verenigde Staten aanlegde. Hij werd ontworpen door Tom Doak en Jim Urbina en in juni 2010 geopend.
The Preserve
De baan is net als Bandon Trails ontworpen door Bill Coore en Ben Crenshaw. The Preserve, die dertien holes telt, werd geopend in 2012.

## Toernooien
Op Bandon Dunes Golf Resort zijn enkele nationale en internationale toernooien gespeeld:
- 2006: Curtis Cup
- 2007: US Mid-Amateur Golf Championship
- 2011: US Amateur Public Links en US Women's Amateur Public Links